# Mont Santu
Le mont Santu (en sarde : Monte Santu) est une montagne dans le Logudoro en Sardaigne, Italie. C'est une mesa et un prolongement de la chaîne du mont Pelau. Il est situé dans la province de Sassari, la plus grande partie de la montagne est située dans le territoire de commune de Siligo, mais certaines parties appartiennent aux municipalités d'Ardara, Bonnanaro et Mores.
Le sommet s'élève à une altitude de 733 m.
Sur le plateau sommital se trouve l'église des Saints Élie et Enoch, qui figurait dans la liste des biens dans l'acte de donation, faite en faveur de l'abbaye de Montecassino, au XIe siècle, par le judike Barisone Ier de Torres. La forme actuelle de l'église est celle résultant des interventions des moines bénédictins qui avaient fondé un monastère en aval dans l'église de Notre-Dame de Mesumundu après avoir pris possession des terres et des biens.